# Arne Koets
Arne Koets (født 1980) er en hollandsk HEMA-udøver og -instruktør. Han er en af de få personer, der arbejder fuld tid som HEMA-instruktør. Han er ekspert i ridderturneringer og historisk dressur siden 2011, og han udbyder seminarer internationalt. Koets har reddet over 400 ridderturneringer i ti lande på tre forskellige kontinenter.
Koets var involveret i den første gruppe, der begyndte med HEMA i Holland, og han har undervist i HEMA siden 1998. I en kort periode gik han på Technische Universiteit Delft, men han begyndte siden på Universiteit van Amsterdam og læste arkæolog dog uden at færdiggøre uddannelsen. I Amsterdam begyndte han at lære historisk sværdkamp og historisk europæisk kampkunst, og han lærte ligeledes at ride her.
Fra 2004-2006 var han ansat på frilandsmuseet Archeon i Holland, hvor han både lavede ridderturnering og gladiatorkamp. Koets er blandt det ledende skikkelser inden for ridderturneringer i Europa og har deltaget i tv-programmer og -produktioner, skrevet artikler og arrangeret hundredvis af turneringer, inklusive de to store turneringer The Grand Tournament ved Schaffhausen og The Grand Tournament of Sankt Wendel. Disse turneringer er blevet genskabt så autentisk som muligt, hvor ridderne kæmper sværd, køller og lanser med fuld kontakt. I 2011 optrådte gruppen i Sankt Wendel i Saarland med et show for 15.000 publikummer. Koets har også opført disse ridderturneringer på Middelaldercentret i Danmark.
Han har arbejdet på forskellige museer i militærhistorisk kontekst, inklusive Royal Armouries i Leeds, Tøjhusmuseet i Delft og Fürstliche Hofreitschule i Bückeburg. Koets var en af de grundlæggende medlemmer af Stichting Historisch Educatief Initiatief, der er en hollandsk forening der udbreder uddannelse via living history.